# Análogos de nucleósidos
Los análogos de nucleósidos son una categoría de fármacos empleados contra el virus del VIH y para el tratamiento de la hepatitis crónica causada por el virus de la hepatitis B.

## Antecedentes
Los nucleósidos son moléculas que contienen bases de purina o pirimidina y un azúcar. Los nucleósidos son los bloques de construcción fundamentales del RNA y del DNA.
Los medicamentos antivirales como aciclovir, idoxuridina, vidarabina y trifluridina son análogos de purinas y pirimidinas que se incorporan al DNA viral y afectan a la síntesis de proteína viral. Como resultado, los virus nuevos que se forman no pueden funcionar de manera adecuada. La reproducción viral disminuye y la infección se reduce.

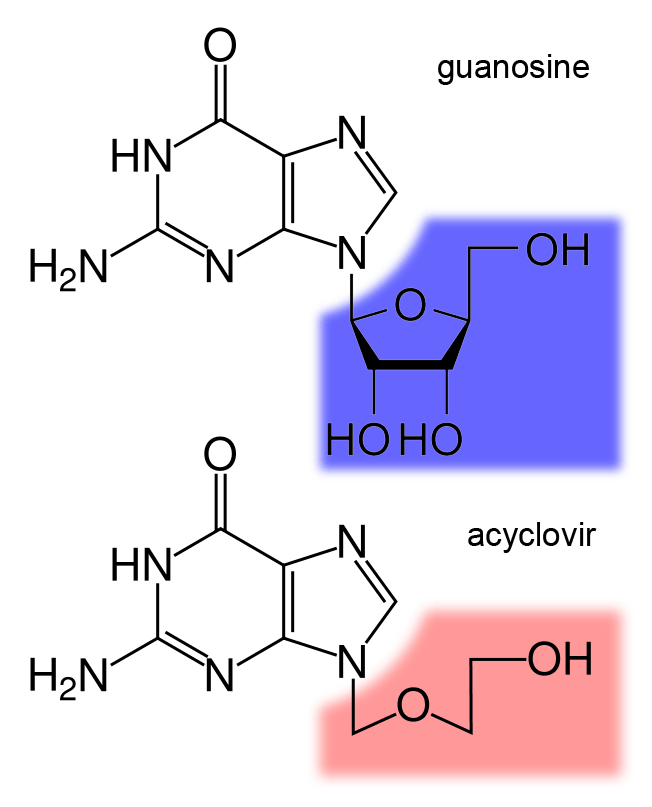
El medicamento antiviral aciclovir (parte inferior), es un análogo de nucleósido que funciona imitando a la guanosina (parte superior).

## Inhibidores de la transcriptasa inversa
La lamivudina fue el primer fármaco de administración oral para el tratamiento de la hepatitis B. Otros análogos de los nucleósidos son cidofovir, didanosina, telbivudina, ganciclovir, estavudina, zalcitabina y zidovudina son reconocidos durante el proceso sintético e incorporados al nuevo DNA viral dirigido. Sin embargo, debido a que el análogo es una “base falsa” (no es la “pareja correcta” que permita a la síntesis continuar), la cadena de DNA es terminada en el punto en que el medicamento se incorporó. Estos fármacos inhiben de manera efectiva la síntesis de DNA viral y en el caso del VIH, se inhibe la actividad de la transcriptasa inversa.
Debe notarse que la enzima transcriptasa inversa también puede ser inhibida por medicamentos que no son nucleósidos (medicamentos no nucleósidos).

## Inhibidores de proteasa

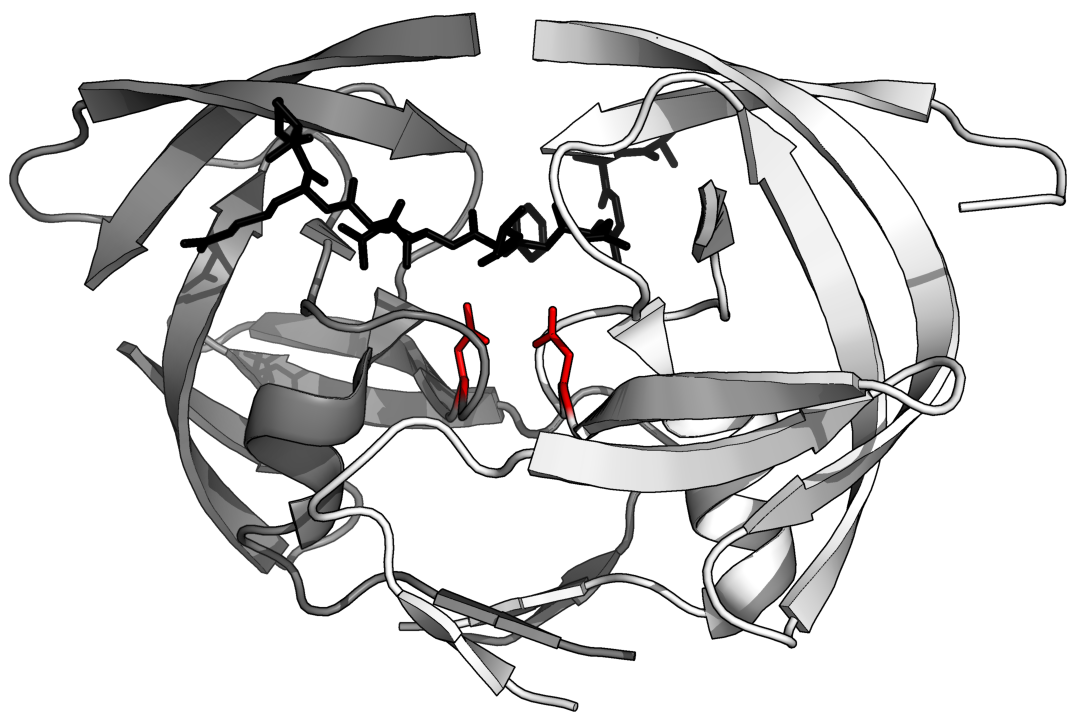
Proteasa aspártica 1 viral. Es una de las proteasas que utiliza el VIH.

Los nuevos medicamentos contra el VIH, darunavir, fosamprenavir, indinavir, lopinavir, nelfinavir, ritonavir, saquinavir, tipranavir; y los usados en Hepatitis C como asunaprevir, boceprevir, grazoprevir, paritaprevir, simeprevir, telaprevir, inhiben la enzima proteasa del VIH.
La proteasa del VIH es una enzima esencial para la producción de otras proteínas virales que crean nuevas infecciones. La ventaja de estos medicamentos es que los nuevos virus no pueden infectar más linfocitos. El sitio y mecanismo de acción son removidos de la actividad de la transcriptasa inversa, por lo que el tratamiento combinado reduce de manera efectiva el número de virus en circulación (viremia).

## Inconvenientes
Aunque los mecanismos de acción de ambos tipos de fármacos detienen la reproducción viral, no curan las enfermedades virales. En especial en el SIDA/VIH, el curso de la enfermedad se retrasa pero no es reversible. La principal razón por la que la farmacoterapia no resulta en curación es que el VIH muta rápidamente en un organismo resistente a los medicamentos. El virus de la inmunodeficiencia adquirida se reproduce de manera tan frecuente y en números tan grandes que las mutaciones ocurren en proteínas virales que son clínicamente significativas. Las mutaciones son errores que suceden de manera accidental durante la reproducción del material genético viral. Cuando este error sucede en la codificación para enzimas del VIH, como la proteasa o la transcriptasa inversa, los medicamentos que inhiben estas enzimas no pueden reconocer a la enzima mutante. Por lo tanto, el virus con el material genético mutado no es afectado por el tratamiento farmacológico y continúa infectando más células del huésped, al tiempo que reproduce más VIH con propiedades resistentes.

## Otros fármacos
Existe otra categoría que se conoce como análogos de nucleótidos que también inhiben la transcriptasa inversa y constituyen un avance importante en el tratamiento de la hepatitis crónica por virus de la hepatitis B. Uno de estos fármacos es el adefovir dipivoxil. El tenofovir disoproxil fumarato es el primer inhibidor de la transcriptasa inversa análogo de nucleótidos comercializado para el tratamiento de la infección por el VIH.